# Eszközök sávszélességének listája
A következő lista az eszközök sávszélessége tájékoztató adatokat mutat néhány számítástechnikai eszköz, berendezés, egység  csatornakapacitásáról (vagy, kevésbé formálisan, sávszélességéről),  az adatátviteli sebességek  bit/s-ban, kilobit/s-ban (kbit/s), megabit/s-ban (Mbit/s), vagy gigabit/s-ban (Gbit/s) vannak megadva. Az eszközöket növekvő sávszélességek alapján csoportosítottuk.
A legtipikusabb értékeket megvastagítottuk. Általában a párhuzamos interfészek esetében bájt/s-ban, soros interfészek esetén bit/s-ban megadva az adat.
Az adatok közül néhány elméleti maximum, azonban gyakorlati korlátok miatt a valóságos sávszélesség lehet jelentősen kisebb is.

## Sávszélességadatok

### TTY/TávíróvagyTelecommunications Device for the Deaf(TDD)
| Eszköz                                          | Sebesség (bit/s) | Sebesség (karakter/s) |
| ----------------------------------------------- | ---------------- | --------------------- |
| TTY (V.18)                                      | 45,4545 bit/s    | 6 karakter/s          |
| TTY (V.18)                                      | 50 bit/s         | 6,6 karakter/s        |
| NTSC Line 21 Closed Captioning („zárt felirat”) | 1 kbit/s         | ~100 karakter/s       |

Megjegyzés: a telekommunikációban 1 kbit/s = 1000 bit/s, és NEM 1024 bit/s, ezért minden értéknél decimális prefixumokat használunk.
| BERENDEZÉS/ESZKÖZ/EGYSÉG | BITEK                                     | BÁJTOK                         |
| --- | ----------------------------------------- | ------------------------------ |
| (megjegyzés: soros, 1 startbit, 8 adatbit, 1 stopbit. Ezért 10 bit szükséges minden bájt átviteléhez, a 110 baud kivételével, ahol 2 stopbitet használnak, azaz 11 bit bájtonként.) |                                           |                                |
| Modem 110 baud | 110 b/s                                   | 10 B/s                         |
| Modem 300 baud (V.21) | 300 b/s                                   | 30 B/s                         |
| Modem Bell 103 (Bell 103) | 300 b/s                                   | 30 B/s                         |
| Modem 1200 (V.22) | 1,2 kb/s                                  | 120 B/s                        |
| Modem Bell 212A (Bell 212A) | 1,2 kbit/s                                | 120 B/s                        |
| Modem 2400 (V.22bis) | 2,4 kbit/s                                | 240 B/s                        |
| Modem 9600 (V.32) | 9,6 kbit/s                                | 960 B/s                        |
| Modem 14.4k (V.32bis) | 14,4 kb/s                                 | 1,440 kB/s                     |
| Modem 19,2k (V.32terbo) | 19,2 kb/s                                 | 1,920 kB/s                     |
| Modem 28,8k (V.34) | 28,8 kb/s                                 | 2,880 kB/s                     |
| Modem 33,6k (V.34plus/V.34bis) | 33,6 kb/s                                 | 3,360 kB/s                     |
| Modem 56k* (V.90) (letöltésnél) | 56.0 kb/s                                 | 5.6 kB/s                       |
| Modem 56k* (V.90) (bevitelnél) | 33.6 kb/s                                 | 3.36 kB/s                      |
| Modem 56k* (V.92) (letöltésnél) | 56.0 kb/s                                 | 5.6 kB/s                       |
| Modem 56k* (V.92) (bevitelnél) | 48,0 kb/s                                 | 4,8 kB/s                       |
| Számítógép interfészek (belső) |                                           |                                |
| ISA (AT-bus) 16 bit | 64 valós 40 Mbit/s                        | 8 valós 5 MB/s                 |
| ISA (Micro Channel) 32 bit | 160 később 256 Mbit/s                     | 20 később 32 MB/s              |
| EISA 32 bit | 256 Mbit/s                                | 32 MB/s                        |
| VESA 32 bit | 1064 Mbit/s                               | 133 MB/s                       |
| PCI 32/33 | 1064 Mbit/s                               | 133 MB/s                       |
| PCI 64/33 | 2128 Mbit/s                               | 266 MB/s                       |
| PCI 32/66 | 2128 Mbit/s                               | 266 MB/s                       |
| AGP 1x | 2128 Mbit/s                               | 266 MB/s                       |
| PCI Express (x1 link) | 4000 Mbit/s                               | 500 MB/s                       |
| AGP 2x | 4256 Mbit/s                               | 532 MB/s                       |
| PCI 64/66 | 4264 Mbit/s                               | 533 MB/s                       |
| AGP 4x | 8512 Mbit/s                               | 1064 MB/s                      |
| PCI-X 133 | 8528 Mbit/s                               | 1066 MB/s                      |
| InfiniBand | 10.00 Gbit/s                              | 1.25 GB/s                      |
| PCI Express 2.0 (x4 link) | 16.00 Gbit/s                              | 2 GB/s                         |
| AGP 8x | 17.024 Gbit/s                             | 2.128 GB/s                     |
| PCI-X DDR | 17.064 Gbit/s                             | 2.133 GB/s                     |
| HyperTransport (800 MHz, 16 pár) | 51.2 Gbit/s                               | 6.4 GB/s                       |
| PCI Express 3.0 (x16 link) | 64 Gbit/s                                 | 8.0 GB/s                       |
| HyperTransport (1 GHz, 16 pár) | 64.0 Gbit/s                               | 8.0 GB/s                       |
| Számítógép interfészek (meghajtóknál) |                                           |                                |
| SCSI 1 | 12.0 Mbit/s                               | 1.5 MB/s                       |
| Fast SCSI 2 | 80 Mbit/s                                 | 10 MB/s                        |
| Fast Wide SCSI 2 | 160 Mbit/s                                | 20 MB/s                        |
| Ultra DMA ATA 33 | 264 Mbit/s                                | 33 MB/s                        |
| Ultra Wide SCSI 40 | 320 Mbit/s                                | 40 MB/s                        |
| Ultra DMA ATA 66 | 528 Mbit/s                                | 66 MB/s                        |
| Ultra-2 SCSI 80 | 640 Mbit/s                                | 80 MB/s                        |
| Ultra DMA ATA 100 | 800 Mbit/s                                | 100 MB/s                       |
| Ultra DMA ATA 133 | 1064 Mbit/s                               | 133 MB/s                       |
| Serial ATA 1 (SATA 1,5 Gbit/s) | 1.2 Gbit/s                                | 150 MB/s                       |
| Ultra-3 SCSI 160 | 1.2 Gbit/s                                | 150 MB/s                       |
| Fibre Channel | 800 vagy 1600 Mbit/s                      | 100 vagy 200 MB/s              |
| Serial ATA 2 (SATA 3 Gbit/s) | 2.4 Gbit/s                                | 300 MB/s                       |
| SAS (Serial Attached SCSI) | 2.400 Gbit/s                              | 300 MB/s                       |
| Ultra-320 SCSI | 2.56 Gbit/s                               | 320 MB/s                       |
| Serial ATA 3 (SATA 6 Gbit/s) | 4.8 Gbit/s                                | 600 MB/s                       |
| Ultra-640 SCSI | 5.12 Gbit/s                               | 640 MB/s                       |
| SATA Express (SATA-3.2 tervezett) | 16 Gbit/s                                 | 2 GB/s                         |
| Számítógép interfészek (külső) |                                           |                                |
| Soros RS-232 általában | 9.6 kbit/s                                | 960 B/s                        |
| Soros RS-232 max | 230.4 kbit/s                              | 23.0 kB/s                      |
| Universal Serial Bus USB alacsony sebességű | 1536 kbit/s                               | 192 kB/s                       |
| Parallel (Centronics) | 8.0 Mbit/s                                | 1.0 MB/s                       |
| Soros RS-422 max | 10.0 Mbit/s                               | 1.25 MB/s                      |
| Universal Serial Bus USB teljes sebességű | 12.0 Mbit/s                               | 1.5 MB/s                       |
| FireWire (IEEE 1394) 100 | 100 Mbit/s                                | 12.5 MB/s                      |
| FireWire (IEEE 1394) 200 | 200 Mbit/s                                | 25 MB/s                        |
| FireWire (IEEE 1394) 400 | 400 Mbit/s                                | 50 MB/s                        |
| Universal Serial Bus USB 2 Hi-Speed | 480 Mbit/s                                | 60 MB/s                        |
| FireWire (IEEE 1394b) 800 | 800 Mbit/s                                | 100 MB/s                       |
| PCMCIA vagy PC Card | 1056 Mbit/s                               | 132 MB/s                       |
| FireWire (IEEE 1394-2008) S1600 | 1600 Mbit/s                               | 200 MB/s                       |
| ExpressCard 1.0 (34 vagy 54 mm) | 2496 Mbit/s                               | 312 MB/s                       |
| FireWire (IEEE 1394-2008) S3200 | 3200 Mbit/s                               | 400 MB/s                       |
| Universal Serial Bus USB 3.2 Gen1 SuperSpeed (szabvány 3.0, régi név 3.1 Gen1) | 5 Gbit/s                                  | 640 MB/s                       |
| HDMI 1.0 1.1 1.2 | 4,9 Gbit/s                                | 627 MB/s                       |
| Universal Serial Bus USB 3.2 Gen2 SuperSpeed (szabvány 3.1, régi név 3.1 Gen2) | 10 Gbit/s                                 | 1,25 GB/s                      |
| Thunderbolt 1 | 10 Gbit/s                                 | 1,25 GB/s                      |
| HDMI 1.3 1.4 | 10,2 Gbit/s                               | 1,275 GB/s                     |
| Display Port 1.1 | 10,8 Gbit/s                               | 1,35 GB/s                      |
| HDMI 2 | 18 Gbit/s                                 | 2,25 GB/s                      |
| Universal Serial Bus USB 3.2 Gen2x2 SuperSpeed (szabvány 3.2) | 20 Gbit/s                                 | 2,5 GB/s                       |
| Thunderbolt 2 | 20 Gbit/s                                 | 2,5 GB/s                       |
| Display Port 1.2 | 21,6 Gbit/s                               | 2,7 GB/s                       |
| Display Port 1.3 | 32,4 Gbit/s                               | 4,5 GB/s                       |
| Thunderbolt 3 (opcionális: 100 watt töltés, 2 db 4K monitor) | 40 Gbit/s                                 | 5 GB/s                         |
| Universal Serial Bus USB 4 | 40 Gbit/s                                 | 5 GB/s                         |
| HDMI 2.1 | 48 Gbit/s                                 | 6 GB/s                         |
| Thunderbolt 4 (kötelező min 100W, max 140W, 2 db 4K vagy 1db 8K monitor, DMA védelem)                                                                                               | 40 Gbit/s                                 | 5 GB/s                         |
| Thunderbolt 5 (Bandwidth Boost, kötelező min 140W, max 240W, PCI Express 4.0 támogatás, 1db 8K, 2 db 6K, 3db 4K monitor, max 540Hz)                                                 | 80/80 Gbit/s, Boost: 120 fel/40 le Gbit/s | 10/10 GB/s Boost: 15/5 GB/s    |
| GPMI Type-C (USB-C szabvány, 240 watt) | 96 Gbit/s                                 | 12 GB/s                        |
| GPMI Type-B (HDMI-CEC szabvány támogatása, 480 watt) | 192 Gbit/s                                | 24 GB/s                        |
| Vezetéknélküli átvitel |                                           |                                |
| 802.15.4 (2,4 GHz) | 250 kbit/s                                | 31,25 kB/s                     |
| Bluetooth 1.2 | 1 Mbit/s                                  | 125 kB/s                       |
| 802.11 legacy (2,4 GHz) | 2 Mbit/s                                  | 250 kB/s                       |
| Bluetooth 2 + EDR | 3 Mbit/s                                  | 375 kB/s                       |
| IrDA-vezérlés | 4 Mbit/s                                  | 500 kB/s                       |
| RONJA szabad forráskódú optikai átvitel | 10,00 Mbit/s                              | 1,25 MB/s                      |
| Wi-Fi 1 (régi név: 802.11b) | 11 Mbit/s                                 | 1,375 MB/s                     |
| Bluetooth 3.0 + HS, 4.0 | 24 Mbit/s                                 | 3 MB/s                         |
| IEEE 802.11b+ nem-standard (2,4 GHz) | 44,0 Mbit/s                               | 5,5 MB/s                       |
| Wi-Fi 2 (eredeti név: IEEE 802.11a 5 GHz) | 54,00 Mbit/s                              | 6,75 MB/s                      |
| Wi-Fi 3 (eredeti név: IEEE 802.11g 2,4 GHz) | 54,00 Mbit/s                              | 6,75 MB/s                      |
| Wi-Fi 4 (eredeti név: IEEE 802.11n frekvenciák: 2,4 és 5 GHz) | 600 Mbit/s                                | 75 MB/s                        |
| Wi-Fi 5 (eredeti név: IEEE 802.11ac frekvenciák: 2,4 és 5 GHz) | 6,77 Gbit/s                               | 866,25 MB/s                    |
| Wi-Fi 6 (eredeti név: IEEE 802.11ax frekvenciák: 2,4 és 5 GHz) | 9,6 Gbit/s                                | 1,2 GB/s                       |
| Wi-Fi 6E (E: Extented, frekvenciák: 2,4, 5 és 6 GHz) | 9,6 Gbit/s                                | 1,2 GB/s                       |
| Wi-Fi 7 (IEEE 802.11be, 4K-QAM, frekvenciák: 2,4, 5 és 6 GHz) | 46 Gbit/s                                 | 5,75 GB/s                      |
| Mobiltelefon- interfészek |                                           |                                |
| GSM CSD | 2400 to 14400 bit/s                       | 300 to 1800 B/s                |
| HSCSD | 57.6 kbit/s                               | 7.2 kB/s                       |
| GPRS General Packet Radio Service (2,5G) | 76.8 és 168 kbit/s között                 | 9.6 és 21 kB/s között          |
| EDGE Enhanced Data rates for GSM | 240 kbit/s                                | 30 kB/s                        |
| UMTS Universal Mobile Telecommunications System (3G) | 114 kbit/s - 384 kbit/s - 2000 kbit/s     | 14,25 - 48 kB/s - 250 kB/s     |
| HSDPA High Speed Download Packet Access (3,5G) | 1,8 és 3,6 Mbit/s                         | 230,4 kB/s és 460,8 kB/s       |
| HSUPA High Speed Upload Packet Access (3,5G) | 0,7 - 5,7 Mbit/s                          | 87 kB/s - 712 kB/s             |
| HSPA+ Evolved High-Speed Packet Access (3,5G) | 22 Mbit/s up, 168 Mbit/s down             | 2,75 MB/s - 24,75 MB/s         |
| LTE 3GPP Long Term Evolution (4G) | 75 Mbit/s up 300 Mbit/s down              | 9,375 MB/s - 37,5 MB/s         |
| Világhálók |                                           |                                |
| 64k ISDN | 64.0 kbit/s                               | 8 kB/s                         |
| 128k két csatornás ISDN | 128.0 kbit/s                              | 16 kB/s                        |
| DS0 | 64 kbit/s                                 | 8 kB/s                         |
| Satellite Internet bevitel | 64kbit/s és 1Mbit/s között                | 8 kB/s és 128 kB/s között      |
| Satellite Internet letöltés | 128kbit/s és 16Mbit/s között              | 16kB/s és 2 MB/s között        |
| Frame Relay | 8 kbit/s és 45 Mbit/s között              | 1 kB/s és 5.625 MB/s között    |
| G.SHDSL | 2.3040 Mbit/s                             | 0.288 MB/s                     |
| SDSL | 64 kbit/s és 4.608 Mbit/s között          | 8 kB/s és 0.576 MB/s között    |
| ADSL bevitel | 64 kbit/s és 1024 kbit/s között           | 8 kB/s és 128 kB/s között      |
| ADSL letöltés | 256 kbit/s és 8 Mbit/s között             | 32 kB/s és 1 MB/s között       |
| ADSL2 bevitel | 64 kbit/s és 1024 kbit/s között           | 8 kB/s és 128 kB/s között      |
| ADSL2 letöltés | 256 kbit/s és 12 Mbit/s között            | 32 kB/s és 1.5 MB/s között     |
| ADSL2Plus bevitel | 64 kbit/s és 1024 kbit/s között           | 8 kB/s és 128 kB/s között      |
| ADSL2Plus letöltés | 256 kbit/s és 24 Mbit/s között            | 32 kB/s és 3.0 MB/s között     |
| DOCSIS 1.0 (Kábelmodem) bevitel | 128 kbit/s és 8 Mbit/s között             | 16 kB/s és 1 MB/s között       |
| DOCSIS 2.0 (Kábelmodem) letöltés | 384 kbit/s és 35 Mbit/s között            | 48 kB/s és 10 MB/s között      |
| DS1/T1 | 1.540 Mbit/s                              | 192.5 kB/s                     |
| E1 | 2.048 Mbit/s                              | 256 kB/s                       |
| E2 | 8.448 Mbit/s                              | 1.056 MB/s                     |
| E3 | 34.368 Mbit/s                             | 4.296 MB/s                     |
| DS3/T3 ('45 Meg') | 44.7400 Mbit/s                            | 5.5925 MB/s                    |
| OC1 | 51.84 Mbit/s                              | 6.48 MB/s                      |
| VDSL (bevitel) | 12 Mbit/s                                 | 1.5 MB/s                       |
| VDSL (letöltés) | 26 Mbit/s és 100 Mbit/s között            | 3.25 MB/s és 12.5 MB/s között  |
| VDSL2 (bevitel) | 12 Mbit/s                                 | 1.5 MB/s                       |
| VDSL2 (letöltés) | 26 Mbit/s és 250 Mbit/s között            | 3.25 MB/s és 31.25 MB/s között |
| OC3 | 155.52 Mbit/s                             | 19.44 MB/s                     |
| Docsis 3.0 (4 csatorna) | 440 Mbit/s                                | 55 MB/s                        |
| OC12 | 622.08 Mbit/s                             | 77.76 MB/s                     |
| Docsis 3.0 (8 csatorna) | 880 Mbit/s                                | 110 MB/s                       |
| OC48 | 2.448320 Gbit/s                           | 306.104 MB/s                   |
| OC192 | 9.953280 Gbit/s                           | 1.24416 GB/s                   |
| 10 gigabites Ethernet WAN PHY | 9.953280 Gbit/s                           | 1.24416 GB/s                   |
| 10 gigabites Ethernet LAN PHY | 10 Gbit/s                                 | 1.25 GB/s                      |
| OC256 | 13.271040 Gbit/s                          | 1.65888 GB/s                   |
| OC768 | 39.813120 Gbit/s                          | 4.97664 GB/s                   |
| Helyi hálózatok |                                           |                                |
| LocalTalk | 230,4 kbit/s                              | 28,8 kB/s                      |
| ARCNET (standard) | 2,5 Mbit/s                                | 0,3125 MB/s                    |
| Token Ring (eredeti) | 4,16 Mbit/s                               | 0,52 MB/s                      |
| Ethernet (10base-X) | 10 Mbit/s                                 | 1,25 MB/s                      |
| Token Ring (későbbi) | 16 Mbit/s                                 | 2,0 MB/s                       |
| Fast Ethernet (100base-X) | 100 Mbit/s                                | 12,5 MB/s                      |
| FDDI | 100 Mbit/s                                | 12,5 MB/s                      |
| Gigabit Ethernet (1000base-X) | 1 Gbit/s                                  | 125 MB/s                       |
| 10 gigabites Ethernet (10Gbase-X) | 10 Gbit/s                                 | 1250 MB/s                      |
| Memóriabuszok / RAM |                                           |                                |
| PC66 SDRAM | 4264 Mb/s                                 | 533 MB/s                       |
| PC100 SDRAM | 6400 Mb/s                                 | 800 MB/s                       |
| PC133 SDRAM | 8528 Mb/s                                 | 1066 MB/s                      |
| DDR-SDRAM (200 - 400 MHz-ig) | 25,6 Gb/s                                 | 3,2 GB/s                       |
| DDR2-SDRAM (400 - 800 MHz-ig) | 50,72 Gb/s                                | 6,4 GB/s                       |
| DDR3-SDRAM (800 - 3000 MHz-ig, max. 24 GB) | 102,4 Gb/s                                | 12,8 GB/s                      |
| DDR4-SDRAM (2133 - 4266 MHz-ig, elméleti max. 512 GB) | 204,8 Gb/s                                | 25,6 GB/s                      |
| DDR5-SDRAM (3200 - 6400 MHz-ig) | 409,6 Gb/s                                | 51,2 GB/s                      |
| |                                           |                                |

## Lásd még
- Bitráta
- Bináris prefixum